# Месуд II
Гиясэддин Месуд II (тур. II. Gıyaseddin Mesud, араб. غياث الدين مسعود بن كيكاوس‎) — султан Рума, правивший в 1282—1296 и 1302—1308 годах под опекой Хулагуидов.
Старший сын султана Рума Иззеддина Кейкавуса II и гречанки, проведший часть жизни с отцом в Константинополе и Крыму. Возможно, был крещён. Правил несколько раз, в 1284 году совместно с Кейхюсревом III, затем Аргун-хан назначил Месуда единственным султаном, а Кейхюсрев был убит. В 1285 году мать Кейхюсрева объявила его сыновей султанами и обратилась к ильхану с просьбой утвердить это решение, однако мальчики были вызваны к ильхану и казнены, Месуд снова остался единственным султаном. В 1296 году после восстания нойона Балту Месуд был обвинён в поддержке мятежника и смещён. Местом пребывания ему был назначен Хамадан. После двух лет, в течение которых трон пустовал, Газан-хан возвёл на трон племянника Месуда, Алаэддина Кейкубада III. В 1301/02 году он был низложен, и вместо него на престол был снова возведён Месуд.
По византийским источникам Месуд II погиб в 1295/1296 году, но согласно исламским источникам Месуд II дважды был на троне сельджуков и упоминания о нём встречаются до 1308 года.
Большинством современных историков Месуд считается последним сельджукским султаном Рума.

## Биография
Византийские источники того времени (Пахимер и Григора) не упоминали у Кейкавуса II сына Месуда, поэтому отождествление названных ими принцев с теми, которых называли сельджукские историки Аксарайи, Ибн-Биби, Языджиоглу и автор Анонимного «Сельджукнаме», представляет сложности. Среди указанных византийскими историками принцев есть Масур/Масут/Мансур. Именно его и отождествляют с Месудом.

### Ранние годы
Правление Иззеддина Кейкавуса II, взошедшего на турецкий сельджукский престол в 1246 году в возрасте одиннадцати лет, закончилось борьбой с его братьями. В результате соперничества с Кылыч-Арсланом ему пришлось покинуть Анатолию. В 1261 Михаил VIII Палеолог (1259—1282) вновь занял византийский престол в Константинополе. Зимой 1261 года (в 1262 году), когда Кейкавусу было 27 лет, он сел с семьёй на корабль и отправился к Михаилу. Император с уважением принял сельджукского султана, разрешил ему жить в Константинополе, сохранить свою охрану и носить пурпурную обувь. Через некоторое время Михаил подарил им Добруджу. Также он пообещал Изеддину помочь захватить сельджукский трон. Однако под давлением ильхана Хулагу император изменил свою дружественную политику по отношению к сельджукскому султану. Кейкавус был заключён в замке в Энезе вместе со своей семьёй (1262 год). В 668/1270 году Кейкавус с сыновьями бежал в Крым. Султан Иззеддин дожил до 1278/79 года и не терял надежды вернуть себе трон сельджуков.
Месуд II был старшим сыном Кейкавуса II. Возможно, что он был крещён при рождении (его мать была гречанкой). Известно, что в Константинополе он соблюдал христианские обычаи. В 1264/1265 году Месуд сопровождал отца в Золотую Орду. Часть своей юности он провёл c отцом в ссылке в Константинополе и в изгнании в Крыму. Кейкавус выбрал Месуда наследником и завещал перед смертью похоронить себя в тюрбе его предков во дворе мечети Алаэддина в Конье. Летом 1280 года, после смерти отца, Месуд отправился в Анатолию, чтобы занять трон султаната.

### Правление совместно с Кейхюсревом
Летом 1280 года, после смерти отца, Месуд отправился в Анатолию через Синоп, чтобы занять трон в Конье. К нему сразу прибыл Музафферуддин Явлак Арслан Чобаноглу и засвидетельствовал верность. Он также передал Месуду его брата Рюкнеддина Гейюмерса, который ранее прибыл в Анатолию, чтобы подготовить приезд Месуда, и был пленён Чобанидами. Явлак Арслан отправил Месуда к монгольскому бейлербею Анатолии Самагару Нойону, а затем к ильхану Абаке, который передал Месуду налоги от Эрзурума, Эрзинджана, Сиваса, Диярбакира и Харпута и некоторое время держал его в Тебризе. В 1284 году Абака умер и ханом стал Текудер. Он разделил земли сельджукского султаната между двумя братьями-султанами — Кейхюсревом III и Месудом II.
Кейхюсрев не согласился с разделением и отправился на встречу с Ахмедом Текудером, взяв с собой анатолийского бейлербея монголов Конгуртая и визиря Сахиба Ата Фахреддина Али. Из-за конфликта Текудера с Аргун-ханом поездка Кейхюсрева была прервана.

### Правление
В 1284 году Аргун-хан стал новым ильханом, сместив и казнив Текудера. Он назначил сельджукским султаном одного Месуда II. Вернувшись из Тебриза в Анатолию, Месуд взошёл на трон — сначала в Кайсери, а затем в Конье (1284). Вместе с Месудом в Конью приехал Явлак Арслан.
Мать убитого Гияседдина Кейхюсрева III решила возвести своих внуков на престол в Конье. Она назначила Караманоглу Гюнери-бея бейлербеем, а Эшрефоглу Халила-бея — визирем (по другим данным назначила наибом Эшрефоглу Сулеймана). При их поддержке принцы были объявлены в Конье султанами (1285). Мать Гияседдина Кейхюсрева III попросила Аргуна разделить государство между двумя её внуками и Месудом. Аргун-хан отправил в Анатолию отряд из 20 тысяч человек под командованием своего брата Гайхату, который провёл этот год в Эрзинджане, на следующий год прибыл в Аксарай через Сивас и Кайсери. Вместе с собой он вёз Месуда. Визирь Месуда, Сахиб Ата, двинулся во главе армии на Конью, и Эшрефоглу отступил из Коньи к своей столице, Горгоруму (близ Бейшехира). В 1285 году, благодаря усилиям Месуда и его визиря Сахиб Ата, сыновья Кейхюсрева были схвачены. Месуд отправил двух сыновей Гияседдина к Аргун-хану. В итоге Аргун-хан принял решение, что мальчики не были сыновьями Кейхюсрева, их головы были отрезаны и отправлены туркменам. Сулейман и Гюнери поняли, что ситуация оборачивается против них, явились к Месуду II и заверили султана в своей лояльности, после чего получили разрешение вернуться домой. Во время рейда Гайхату направился к Конье, но султан Валад, сын Джалаладдина Руми встретился с ним и уговорил его вернуться, не причиняя вреда жителям Коньи.
В 1287 году внук визиря Сахиба Ата погиб во время конфликта с племенем Гермиян. Затем туркмены Гермиян разграбили район Бейшехира. Месуд выступил с монгольско-сельджукским войском под командованием Балту, вторгся в пределы провинции Гермиян и вернулся в Конью 16 ноября 1287 года (1286). Месуд выступил с Гайхату против Караманогуллары. 15 января 1288 года монголо-сельджукское войско разрушило Ларенду и разорило земли Карамана. После этого инцидента Аргун-хан вызвал к себе Сахиба Ата и велел платить больше налогов. Старый визирь умер от болезни в ноябре 1288 года, вскоре после возвращения в Конью.
Летом 1289 года брат Аргун-хана, Гайхату, лично появился в Конье для подавления мятежных беев.
В 1291 году после смерти Аргун-хана Гайхату стал ильханом и покинул Анатолию. Фахреддин Казвини (двоюродный брат историка Хамдаллаха Казвини), который был отправлен в Анатолию в качестве визиря после смерти Сахиба Ата, не только увеличил старые налоги, но и ввёл новые, собирая в десять раз больше, чем определял закон. По словам Аксарайи, «визирь был настолько необразован, что не знал различия между арабскими словами „арш“ (престол Божий) и „сашар“ (десять)». Он довёл людей налогами до восстания. Рассмотрев жалобы на него, ильхан казнил Фахреддина Казвини на площади Тебриза в сентябре 1291 года. Финансовые дела в Анатолии были переданы сыну Явлака Арслана, Ходже Насреддину (Пахимер называл его Настрацием). Его управление устраивало и монголов, и народ Анатолии.
Отъезд Гайхату из Анатолии спровоцировал активность Караманогуллары. Воспользовавшись тем, что султан Месуд жил в Кайсери, они совершали рейды в окрестности Коньи. Под командованием Халила Бахадыра по пути на Конью они захватили Бейшехир, убили Эшрефоглу и в течение трёх дней грабили Конью. Знатные люди города обратились за помощью к внуку Сахиб Ата. Брат султана Месуда Рюкнеддин Кылыч-Арслан прибыл в Конью с войсками из Кайсери. Однако этих сил было недостаточно, чтобы помешать Караманидам. В результате султан Месуд вынужден был обратиться за помощью к Гайхату. Гайхату ещё раз прибыл в Анатолию с монгольской армией, и Месуд приветствовал его в Кайсери. Войска монголо-сельджуков захватили Ларенду и подожгли город. Затем они вернулись в Конью с добычей и пленниками, разграбляя во время восстания земли Эшрефогуллары до Денизли и Ментеше. Хотя жители Коньи с радостью приветствовали Гайхату, но и они подвергались жестоким преследованиям в течение восемнадцати дней.

### Отношения с Чобанидами
В 1291 году правителем бейлика Чобанидов был Явлак Арслан, внук эмира Чобана, ранее приветствовавший Месуда и служивший ему. Явлак Арслан изменил Месуду и принял прибывшего в Кастамону Кылыч-Арслана, брата Кейкавуса. Кылыч-Арслан объявил себя султаном, а Музафферуддина Явлака Арслана — своим атабеком. В 1292 году Гайхату отправил против них войско под командованием Месуда II. Борьба между Явлак Арсланом и Месудом II описана у Аксарайи и Пахимера.
Месуд был разбит в первой же битве и взят в плен, после он оказался в Константинополе со своей семьёй.
Р. Шукуров упоминал о посещении Месудом Константинополя между 1290 и 1293 годами. По его словам, Месуд был вместе со своей женой и дочерью; с императором он не встретился. Шукуров не указывал, что посещение было связано с пленом. После возвращения Месуда в Анатолию его жена и дочь остались в Константинополе. Позднее Андроник II по просьбе Месуда отослал ему его жену, но дочь осталась заложницей у императора.
В 1292/93 году Шемседдин Яман Джандар одержал победу над Кылыч-Арсланом, после чего Месуд вернулся. В битве Явлак Арслан погиб. От Пахимера пошла другая версия смерти Явлака Арслана. Якобы, он отказался от борьбы и явился к Месуду с семьёй, принеся извинения и клятву верности. Месуд II принял его, но не простил измену и вскоре приказал убить и его, и его семью. После победы в награду за службу ильхан Гайхату передал владения Явлака Арслана Яману Джандару, что стало началом основания бейлика Джандарогуллары на основе территорий Чобаногуллары.

### Смещение
Жители Анатолии были обязаны платить большие налоги во время правления Гайхату. После убийства Гайхату его сменил Байду, покровительствовавший христианам, а затем Газан-хан. Частые рейды монгольских нойонов беспокоили анатолийцев. Тогачар нойон, назначенный губернатором Анатолии в 1296 году, собрал большие суммы денег у жителей Анатолии, особенно на бывших землях Данышменидов. Поскольку на жестокость Тогачара поступало много жалоб, Газан-хан послал Балту чтобы наказать его, и Тогачар был убит. Однако Балту взбунтовался против Газана-хана и отказывался явиться к ильхану, хотя Газан-хан несколько раз звал его в Тебриз. Кроме того, он не дал поехать в Тебриз Месуду. В этот период Месуд жил в Кайсери, потому что он чувствовал себя там в большей безопасности благодаря монголам, а Коньей правила община ахи. Поняв, что Балту восстал против него, Газан-хан послал армию из 30 тысяч человек под командованием Кутлушаха в Анатолию в 1296 году. Кутлушах победил Балту, который нашёл убежище у армянского царя. Однако затем царь выдал его Газан-хану, который казнил Балту в Тебризе 14 октября 1297 года. Месуда Газан-хан тоже обвинял в мятеже, хотя Балту держал при себе Месуда насильно. Месуд, которого Кутлушах послал в Тебриз, пытался оправдаться, Газан-хан не был удовлетворён, сместил Месуда и сослал в Хамадан. Этот инцидент иллюстрирует тот факт, что ильханы назначали сельджукских султанов, как своих служащих, и управляли султанатом как своей провинцией.

### Предположительная смерть
По сообщению Пахимера, сын Явлака Арслана Али решил отомстить Месуду:

Али Амурид… кичился перед нами от того, что, защищаясь, убил Мелика Масура, сына султана Азатина… Во время боя судьба подвела Мелика: лошадь на полном скаку подвернула ногу и со всей силой сбросила седока; упав, он стал добычей меча.
Таким образом, по византийским источникам, жизнь Месуда II закончилась в 1295/96 году, но, если доверять исламским источникам, то Месуд II дважды был на троне сельджуков и упоминания о нём встречаются до 1308 года. Современник событий, Рашид ад-Дин, высокопоставленный чиновник в государстве ильханов, написал в 1310 году «Сборник летописей». Он не упоминал о смерти Месуда, лишь отметил, что «когда Балту был казнён <…> Султана Месуда по подозрению в состоянии нукером у Балту отрешили».

### 1298—1308 годы
Два года трон Конийского султаната был свободен. В 1298 году через два года после того, как султан Месуд был смещён и сослан в Хамадан, Газан-хан возвёл на трон сына его брата Ферамурза, Алаэддина Кейкубада III. В этот период борьба сельджукско-монгольской администрации с туркменами Анатолии достигла пика. Самая важная черта, которая отличает борьбу этого периода от противостояния в период правления Месуда, состояла в том, что сам новый султан был причастен к притеснениям. В 1301/02 году он был низложен, и вместо него на престол был снова возведён Месуд.
Поскольку по византийским источникам жизнь Месуда II закончилась в 1295/96 году, историки, опиравшиеся на них, полагали, что султан Месуд, правивший в начале XIV века, был уже другим Месудом, Месудом III: С. Сказкин называл Месуда III как правившего в 1307—1308 годах; Э. Замбаур указывал, что Месуд III правил в 707 году Хиджры; Т. Райс упоминала Месуда III как сына Месуда II; К. Босуорт указал Месуда III в списке султанов; В. Гордлевский указал Гияседдина Месуда III в списке султанов, но поставил рядом с именем вопросительный знак. Однако В. Бартольд писал, что согласно изученной им в Каире рукописи анонимного автора, сельджукского чиновника и современника Месуда (позже названного Аксарайи), Месуд II был возвращён на трон. Аналогичные данные указывал, по словам Бартольда, османский историк Мюннеджим-баши, который уточнял, что Месуд вернулся на 4 года.
Единственное событие второго правления Месуда относится к 1304 году. Некий Чахиоглу восстал против монголов. Он занимал замок Девелухисар (Дулхисар) между Аксараем и Нигде. Месуд осадил Чахиоглу вместе с монгольским войском, однако осада была снята, когда пришло известие о смерти Газан-хана.
Нигдели Кади Ахмед (1286—1333) датировал смерть Месуда II 708 годом Хиджры (1308/09). Месуд II скончался в 1308 или 1310 году в Кайсери и, по общепринятому мнению, был последним правителем государства сельджуков. Османский историк Дженнаби сообщал, что султан провёл свои последние годы в финансовых трудностях, впал в депрессию и отравился из-за своих долгов и бесконечных требований монголов. Место захоронения тела Месуда было неизвестно, на момент смерти (в 1308 году) он находился в Кайсери или Симре. В последние годы изучение вакуфных документов в архиве Самсуна позволило установить, что Месуд был захоронен в месте под названием Татар Калеси в окрестностях Кёпрю.

## Семья
- Дочь, оставшаяся в Константинополе заложницей, которую император выдал замуж за некоего Исаака Мелика, предводителя тюркских наёмников[4][30].
- Сын, Таджеддин Алтунбаш, которому после смерти отца ильхан передал Амасью и её окрестности[31]. До 1318 года Алтунбаш правил как вассал монголов. После 1318 года, когда атабек Алтунбаша эмир Ешбек был убит в Амасье во время конфликта с монголами, Таджеддин Алтунбаш начал править в регионе севернее Амасьи самостоятельно, став основателем бейлика Кубадогуллары, входившего в группу бейликов Джаник. Умер в 1340-х или 1350-х годах[27].

## Личность, значение
Последние сохранившиеся до наших дней монеты анатолийских сельджуков принадлежат Месуду II, они чеканились в Кайсери в 681, 688, 689 690 и 693 годах хиджры. По общепринятому мнению Месуд был последним правителем анатолийского государства сельджуков.
По словам Р. Шукурова, Месуд II «имел двойную христианскую и мусульманскую идентичность, которая ещё больше осложнялась двойной тюрко-персидской и греческой этнической идентичностью». Большинство исследователей (В. Бартольд, К. Босуорт, А. Новичев, Д. Еремеев и М. Мейер, Т. Райс, В. Гордлевский, Э. Замбаур и Ф. Сюмер) считает, что Конийский султанат завершил своё существование в 1307/08 году, независимо от того, кого эти исследователи называют последним султаном — Месуда II или Месуда III. Однако есть мнение, что султанат просуществовал до 1318 года и после Месуда (того или другого) правил Кылыч-Арслан V.
Среди стихов султана Валада есть насколько, посвящённых Месуду. В касыде, написанной в ознаменование въезда султана в Конью 3 августа 1281 года, султан и ведущие эмиры восхваляются стандартными эпитетами панегирика: султан по своей храбрости похож на Рустама, по справедливости на Ануширвана, эмиры сравниваются со звёздами, а султан — с луной. В другом стихотворении Валад просит о помощи и называет Месуда «стержень жизни и мира», «целью сотворения всего мира», утверждает, что «жизнь, будь она даже на небесах, была бы адом», если бы не было Месуда.

## Даты правления Месуда
Помимо дат правления, указанных в Исламской энциклопедии (1282—1296, 1302—1308), можно встретить следующие датировки:
| Автор                | Год  | Датировка                                     |
| -------------------- | ---- | --------------------------------------------- |
| Д. Еремеев, М. Мейер | 1991 | 1284—1293, 1294—1300, 1302—1304               |
| Т. Райс              | 1961 | 1283—1298                                     |
| В. Гордлевский       | 1960 | 1282/83-1284, 1284—1293, 1294—1300, 1302—1304 |
| В. Запорожец         | 2011 | 1284—1296                                     |
| К. Босворт           | 1971 | 1282—1284, 1284—1293, 1294—1301, 1303—1305    |
| О. Туран             | 1984 | 1284—1296 1302—1310                           |
| Ф. Шумер             | 2009 | 1284-1296, 1302—1308                          |
| Э. Замбаур           | 1927 | 681—683, 683—692, 693—700, 702—704            |
| С. Сказкин           | 1967 | 1282-1304                                     |
| Д. Коробейников      | 2000 | 1285-1297, 1303—1304/5                        |

## Родственные связи последних султанов
|  |  |                    |                    |                    |                    |                    |                    |  |  |            |            |            |            |            |            |  |  |          |          |          |          |          |          |  |  | Кейхюсрев II |              |              |              |              |              |  |  |           |          |          |          |              |              |              |              |                          |                          |                          |                          |                          |                          |  |  |          |          |          |          |          |          |                 |                 |                 |                 |                 |                 |               |               |  |  |  |  |  |  |  |  |  |  |  |  |  |  |  |  |  |  |  |  |  |  |  |  |  |  |  |  |  |  |  |  |  |  |  |  |  |  |  |  |  |  |  |  |
|  |  |                    |                    |                    |                    |                    |                    |  |  |            |            |            |            |            |            |  |  |          |          |          |          |          |          |  |  |              |              |              |              |              |              |  |  |           |          |          |          |              |              |              |              |                          |                          |                          |                          |                          |                          |  |  |          |          |          |          |          |          |                 |                 |                 |                 |                 |                 |               |               |  |  |  |  |  |  |  |  |  |  |  |  |  |  |  |  |  |  |  |  |  |  |  |  |  |  |  |  |  |  |  |  |  |  |  |  |  |  |  |  |  |  |  |  |
|  |  |                    |                    |                    |                    |                    |                    |  |  |            |            |            |            |            |            |  |  |          |          |          |          |          |          |  |  |              |              |              |              |              |              |  |  |           |          |          |          |              |              |              |              |                          |                          |                          |                          |                          |                          |  |  |          |          |          |          |          |          |                 |                 |                 |                 |                 |                 |               |               |  |  |  |  |  |  |  |  |  |  |  |  |  |  |  |  |  |  |  |  |  |  |  |  |  |  |  |  |  |  |  |  |  |  |  |  |  |  |  |  |  |  |  |  |
|  |  |                    |                    |                    |                    |                    |                    |  |  |            |            |            |            |            |            |  |  |          |          |          |          |          |          |  |  | Кейкавус II  | Кейкавус II  | Кейкавус II  | Кейкавус II  | Кейкавус II  | Кейкавус II  |  |  |           |          |          |          |              |              |              |              |                          |                          |                          |                          |                          |                          |  |  |          |          |          |          |          |          | Кылыч-Арслан IV | Кылыч-Арслан IV | Кылыч-Арслан IV | Кылыч-Арслан IV | Кылыч-Арслан IV | Кылыч-Арслан IV |               |               |  |  |  |  |  |  |  |  |  |  |  |  |  |  |  |  |  |  |  |  |  |  |  |  |  |  |  |  |  |  |  |  |  |  |  |  |  |  |  |  |  |  |  |  |
|  |  |                    |                    |                    |                    |                    |                    |  |  |            |            |            |            |            |            |  |  |          |          |          |          |          |          |  |  | Кейкавус II  | Кейкавус II  | Кейкавус II  | Кейкавус II  | Кейкавус II  | Кейкавус II  |  |  |           |          |          |          |              |              |              |              |                          |                          |                          |                          |                          |                          |  |  |          |          |          |          |          |          | Кылыч-Арслан IV | Кылыч-Арслан IV | Кылыч-Арслан IV | Кылыч-Арслан IV | Кылыч-Арслан IV | Кылыч-Арслан IV |               |               |  |  |  |  |  |  |  |  |  |  |  |  |  |  |  |  |  |  |  |  |  |  |  |  |  |  |  |  |  |  |  |  |  |  |  |  |  |  |  |  |  |  |  |  |
|  |  |                    |                    |                    |                    |                    |                    |  |  |            |            |            |            |            |            |  |  |          |          |          |          |          |          |  |  |              |              |              |              |              |              |  |  |           |          |          |          |              |              |              |              |                          |                          |                          |                          |                          |                          |  |  |          |          |          |          |          |          |                 |                 |                 |                 |                 |                 |               |               |  |  |  |  |  |  |  |  |  |  |  |  |  |  |  |  |  |  |  |  |  |  |  |  |  |  |  |  |  |  |  |  |  |  |  |  |  |  |  |  |  |  |  |  |
|  |  | Месуд II           | Месуд II           | Месуд II           | Месуд II           | Месуд II           | Месуд II           |  |  | Константин | Константин | Константин | Константин | Константин | Константин |  |  | Гейюмерс | Гейюмерс | Гейюмерс | Гейюмерс | Гейюмерс | Гейюмерс |  |  | Кылыч-Арслан | Кылыч-Арслан | Кылыч-Арслан | Кылыч-Арслан | Кылыч-Арслан | Кылыч-Арслан |  |  | Ферамурз  | Ферамурз | Ферамурз | Ферамурз | Ферамурз     | Ферамурз     |              |              | Сиявуш Алаэддин (Джимри) | Сиявуш Алаэддин (Джимри) | Сиявуш Алаэддин (Джимри) | Сиявуш Алаэддин (Джимри) | Сиявуш Алаэддин (Джимри) | Сиявуш Алаэддин (Джимри) |  |  | 3 дочери | 3 дочери | 3 дочери | 3 дочери | 3 дочери | 3 дочери |                 |                 | Кейхюсрев III   | Кейхюсрев III   | Кейхюсрев III   | Кейхюсрев III   | Кейхюсрев III | Кейхюсрев III |  |  |  |  |  |  |  |  |  |  |  |  |  |  |  |  |  |  |  |  |  |  |  |  |  |  |  |  |  |  |  |  |  |  |  |  |  |  |  |  |  |  |  |  |
|  |  | Месуд II           | Месуд II           | Месуд II           | Месуд II           | Месуд II           | Месуд II           |  |  | Константин | Константин | Константин | Константин | Константин | Константин |  |  | Гейюмерс | Гейюмерс | Гейюмерс | Гейюмерс | Гейюмерс | Гейюмерс |  |  | Кылыч-Арслан | Кылыч-Арслан | Кылыч-Арслан | Кылыч-Арслан | Кылыч-Арслан | Кылыч-Арслан |  |  | Ферамурз  | Ферамурз | Ферамурз | Ферамурз | Ферамурз     | Ферамурз     |              |              | Сиявуш Алаэддин (Джимри) | Сиявуш Алаэддин (Джимри) | Сиявуш Алаэддин (Джимри) | Сиявуш Алаэддин (Джимри) | Сиявуш Алаэддин (Джимри) | Сиявуш Алаэддин (Джимри) |  |  | 3 дочери | 3 дочери | 3 дочери | 3 дочери | 3 дочери | 3 дочери |                 |                 | Кейхюсрев III   | Кейхюсрев III   | Кейхюсрев III   | Кейхюсрев III   | Кейхюсрев III | Кейхюсрев III |  |  |  |  |  |  |  |  |  |  |  |  |  |  |  |  |  |  |  |  |  |  |  |  |  |  |  |  |  |  |  |  |  |  |  |  |  |  |  |  |  |  |  |  |
|  |  |                    |                    |                    |                    |                    |                    |  |  |            |            |            |            |            |            |  |  |          |          |          |          |          |          |  |  |              |              |              |              |              |              |  |  |           |          |          |          |              |              |              |              |                          |                          |                          |                          |                          |                          |  |  |          |          |          |          |          |          |                 |                 |                 |                 |                 |                 |               |               |  |  |  |  |  |  |  |  |  |  |  |  |  |  |  |  |  |  |  |  |  |  |  |  |  |  |  |  |  |  |  |  |  |  |  |  |  |  |  |  |  |  |  |  |
|  |  | Таджеддин Алтунбаш | Таджеддин Алтунбаш | Таджеддин Алтунбаш | Таджеддин Алтунбаш | Таджеддин Алтунбаш | Таджеддин Алтунбаш |  |  | Дочь       | Дочь       | Дочь       | Дочь       | Дочь       | Дочь       |  |  |          |          |          |          |          |          |  |  |              |              |              |              |              |              |  |  |           |          |          |          | Кейкубад III | Кейкубад III | Кейкубад III | Кейкубад III | Кейкубад III             | Кейкубад III             |                          |                          |                          |                          |  |  |          |          |          |          |          |          | 2 сына          | 2 сына          | 2 сына          | 2 сына          | 2 сына          | 2 сына          |               |               |  |  |  |  |  |  |  |  |  |  |  |  |  |  |  |  |  |  |  |  |  |  |  |  |  |  |  |  |  |  |  |  |  |  |  |  |  |  |  |  |  |  |  |  |
|  |  | Таджеддин Алтунбаш | Таджеддин Алтунбаш | Таджеддин Алтунбаш | Таджеддин Алтунбаш | Таджеддин Алтунбаш | Таджеддин Алтунбаш |  |  | Дочь       | Дочь       | Дочь       | Дочь       | Дочь       | Дочь       |  |  |          |          |          |          |          |          |  |  |              |              |              |              |              |              |  |  |           |          |          |          | Кейкубад III | Кейкубад III | Кейкубад III | Кейкубад III | Кейкубад III             | Кейкубад III             |                          |                          |                          |                          |  |  |          |          |          |          |          |          | 2 сына          | 2 сына          | 2 сына          | 2 сына          | 2 сына          | 2 сына          |               |               |  |  |  |  |  |  |  |  |  |  |  |  |  |  |  |  |  |  |  |  |  |  |  |  |  |  |  |  |  |  |  |  |  |  |  |  |  |  |  |  |  |  |  |  |
|  |  |                    |                    |                    |                    |                    |                    |  |  |            |            |            |            |            |            |  |  |          |          |          |          |          |          |  |  |              |              |              |              |              |              |  |  | Месуд III |          |          |          |              |              |              |              |                          |                          |                          |                          |                          |                          |  |  |          |          |          |          |          |          |                 |                 |                 |                 |                 |                 |               |               |  |  |  |  |  |  |  |  |  |  |  |  |  |  |  |  |  |  |  |  |  |  |  |  |  |  |  |  |  |  |  |  |  |  |  |  |  |  |  |  |  |  |  |  |

Примечания к схеме
1. ↑  Неясно, был ли он сыном Кейкавуса.
2. ↑  Одна из них была, согласно Э. Замбауру[нем.], женой Караманоглу Мехмета-бея[22]; вторая была крещена в Константинополе и осталась там жить; третья вышла замуж за монгольского эмира. Её правнуком был Кади Бурханеддин Ахмед[4].
3. ↑  Основал бейлик Кубадогуллары
4. ↑  Осталась в Константинополе как заложница, была крещена и выдана замуж за Мелика Исхака[4].
5. ↑  Отцом Кейкубада называют и Ферамурза[22][7], и Сиявуша[4].
6. ↑  Отцом Месуда Замбаур назвал Кейкубада III[22]. В. Гордлевский также указал Кейкубада III[18]. Т. Райс[англ.] его отцом назвала Месуда II[23].

## Комментарии
1. ↑  Иные датировки правления приведены в соответствующем разделе.
2. ↑  «после смерти султана Месуда, была окончательно устранена въ Руме династия Сельджукидов»[25].
3. ↑  «В 1307 г. монголы задушили последнего сельджукского султана. Эта дата считается концом Сельджукского султаната»[33].
4. ↑  «Со смертью Месуда сельджукская династия фактически перестала существовать»[34].
5. ↑  «1302-1308 Гияс ад-дин, сын Кейкубада III, и Месуд III оспаривали право на полный суверенитет до того момента, как Месуд был убит Монголами. Гис ад-дин исчезает со страниц истории бесследно, на нём династия заканчивает своё существование»[23].
6. ↑  В списке правителей Месуд III указан последним[18]
7. ↑  «В Конье на сельджукском троне в это время находился султан Кылыч Арслан V (1310—1318). Тимур-таш сделал своей столицей Кайсери и отсюда стал управлять Анатолией, не считаясь с султаном. Когда в 1318 г. в Конье умер Иззеддин Кылыч Арслан V, Тимур-таш не разрешил взойти на престол ни сыну и законному наследнику умершего султана принцу Алаэддину (умер в 1365 г.), ни какому-либо другому представителю сельджукской династии»[36].
8. ↑  «Принято считать, что Гияседдин II Месуд умер в 708/1308 гг., и государство сельджуков также прекратило своё существование. Однако некоторые исследователи утверждают, что султан по имени Кылыч Арслан взошёл на престол и его правление продолжалось до 1318 года»[20].